# Примроуз (Аљаска)
Примроуз (енгл. Primrose) насељено је место без административног статуса у америчкој савезној држави Аљаска.

## Демографија
По попису из 2010. године број становника је 78, што је 15 (-16,1%) становника мање него 2000. године.
| Група             | 2000.      | 2010.      |
| Белци             | 85 (91,4%) | 69 (88,5%) |
| Афроамериканци    | 0 (0,0%)   | 0 (0,0%)   |
| Азијати           | 1 (1,1%)   | 0 (0,0%)   |
| Хиспаноамериканци | 0 (0,0%)   | 0 (0,0%)   |
| Укупно            | 93         | 78         |